# مايكل كييزا
مايكل كيث كييزا (/ˌkiˈɛsə/؛ مواليد 7 ديسمبر 1987) هو مُقاتل فنون قتالية مختلطة أمريكي.

## وصلات خارجية
- مايكل كييزا على موقع يو إف سي (الإنجليزية)
- مايكل كييزا على موقع شيردوغ (الإنجليزية)
- مايكل كييزا على موقع Tapology.com (الإنجليزية)
- مايكل كييزا على موقع فايت ماتريكس (الإنجليزية)
- مايكل كييزا على موقع IMDb (الإنجليزية)
- مايكل كييزا على موقع قاعدة بيانات الفيلم (الإنجليزية)